# 고런스틴 환
가환대수학에서 고런스틴 환(Gorenstein環, 영어: Gorenstein ring)은 국소적으로 표준 선다발의 단면의 가군층이 자유 가군층인 가환환이다.:519 즉, 특이점을 가질 수 있지만, 특이점이 비교적으로 "정칙적인" 아핀 스킴에 대응하는 가환환이다.

## 정의
뇌터 국소환 {\displaystyle (R,{\mathfrak {m}})}에 대하여 다음 조건들이 서로 동치이며, 이를 만족시키는 뇌터 국소환을 고런스틴 국소환(영어: Gorenstein local ring)이라고 한다.:141–142, Theorem 18.1
- {\displaystyle R}의 단사 차원이 유한하다.
- {\displaystyle R}의 단사 차원이 크룰 차원과 같다. (뇌터 국소환의 크룰 차원은 항상 유한하다.)
- {\displaystyle \operatorname {Ext} _{R}^{n}(R/{\mathfrak {m}},R)\cong {\begin{cases}0&n\neq \dim R\\R/{\mathfrak {m}}&n=\dim R\end{cases}}}
- {\displaystyle \operatorname {Ext} _{R}^{n}(R/{\mathfrak {m}},R)=0}인 {\displaystyle n>\dim R}가 존재한다.
- 다음 두 조건이 성립한다.
  - 모든 {\displaystyle n<\dim R}에 대하여, {\displaystyle \operatorname {Ext} _{R}^{n}(R/{\mathfrak {m}},R)=0}
  - {\displaystyle \operatorname {Ext} _{R}^{\dim R}(R/{\mathfrak {m}},R)\cong R/{\mathfrak {m}}}
- {\displaystyle R}는 코언-매콜리 환이며, {\displaystyle \operatorname {Ext} _{R}^{\dim n}(R/{\mathfrak {m}},R)\cong R/{\mathfrak {m}}}

여기서 {\displaystyle \dim R}는 {\displaystyle R}의 크룰 차원이며, {\displaystyle \operatorname {Ext} _{R}^{n}}는 Ext 함자이다.
뇌터 가환환 {\displaystyle R}에 대하여 다음 두 조건이 서로 동치이며, 이를 만족시키는 뇌터 가환환을 고런스틴 환(영어: Gorenstein ring)이라고 한다.:145
- 모든 극대 아이디얼에서의 국소화가 고런스틴 국소환이다.
- 모든 소 아이디얼에서의 국소화가 고런스틴 국소환이다.

마찬가지로, 국소 뇌터 스킴에 대하여 다음 두 조건이 서로 동치이며, 이를 만족시키는 국소 뇌터 스킴을 고런스틴 스킴(영어: Gorenstein scheme)이라고 한다.
- 모든 닫힌 점(극대 아이디얼)에서의 국소 가환환이 고런스틴 국소환이다.
- 모든 점(소 아이디얼)에서의 국소 가환환이 고런스틴 국소환이다.

## 성질
다음과 같은 포함 관계가 성립한다.
정칙환 ⊊ 완비교차환(영어: complete intersection ring) ⊊ 고런스틴 환 ⊊ 코언-매콜리 환
뇌터 국소환 {\displaystyle R}에 대하여, 다음 두 조건이 서로 동치이다.:145, Theorem 18.3
- {\displaystyle R}가 고런스틴 국소환이다.
- {\displaystyle R}의 (극대 아이디얼에서의) 완비화 {\displaystyle {\hat {R}}}가 고런스틴 국소환이다.

임의의 체 {\displaystyle K} 위의 아르틴 가환 결합 대수(즉, {\displaystyle K}-벡터 공간으로서 유한 차원인 것) {\displaystyle R}에 대하여 다음 두 조건이 서로 동치이다.:Theorem 3.15, Theorem  16.23
- 고런스틴 환이다.
- 어떤 {\displaystyle K}-선형 변환 {\displaystyle t\colon R\to K}에 대하여, 대칭 쌍선형 형식 {\displaystyle \langle x,y\rangle =t(xy)}이 비퇴화 쌍선형 형식이다.

크룰 차원이 0인 임의의 뇌터 국소환 {\displaystyle (R,{\mathfrak {m}},\kappa =R/{\mathfrak {m}})}에 대하여, 다음 두 조건이 서로 동치이다.
- {\displaystyle R}는 고런스틴 국소환이다.
- {\displaystyle \hom _{R}(\kappa ,R)}는 {\displaystyle \kappa }-벡터 공간으로서 1차원이다.

### 세르 쌍대성
다음이 주어졌다고 하자.
- 고런스틴 스킴 {\displaystyle X}
- 체 {\displaystyle K}
- 유한형 사상 {\displaystyle f\colon X\to \operatorname {Spec} K}

그렇다면, 세르 쌍대성에서, 쌍대화 복합체는 사실 하나만의 가역층으로 주어진다. (이는 쌍대화 복합체에서 등급 {\displaystyle -\dim X}의 성분이다.) 물론, 만약 {\displaystyle f}가 매끄러운 사상이라면, 이 가역층은 {\displaystyle \dim X}차 미분 형식의 가역층인 표준 선다발이다.

## 역사
대니얼 고런스틴(영어: Daniel Gorenstein)의 대수 곡선에 대한 논문을 바탕으로, 알렉산더 그로텐디크가 도입하였다. 고런스틴 자신은 "나는 고런스틴 환의 정의조차 이해하지 못한다"고 말하는 것을 좋아했다고 한다.:230

## 같이 보기
- 코언-매콜리 환